# Denny Doherty
Denny Doherty właśc. Dennis Gerrard Stephen Doherty (ur. 29 listopada 1940 w Halifaksie, zm. 19 stycznia 2007 w Mississauga) – kanadyjski piosenkarz, zdobył sławę jako członek popularnego w latach 60. XX wieku zespołu The Mamas & the Papas, z którym zdobył nagrodę Grammy.
Przed rozpoczęciem kariery w The Mamas & the Papas, występował wspólnie z Cass Elliot w zespole Mugwumps.
Muzyk zmarł 19 stycznia 2007 roku w swym domu w Mississauga. Na krótko przed śmiercią borykał się z problemami zdrowotnymi, cierpiał na niewydolność nerek. Miał 66 lat. Był dwukrotnie żonaty, miał troje dzieci.

## Dyskografia
- Denny Doherty – Watcha Gonna Do (1971, Dunhill Records)[7]
- Denny Doherty – Waiting For A Song (1974, 	Ember Records)[8]

## Filmografia
- "Here I Am: Denny Doherty and the Mamas & the Papas" (mat. archiwalne, 2010, film dokumentalny, reżyseria: Paul Ledoux)[9]